# Star Wars: Battlefront (computerspelserie)
Star Wars: Battlefront is een reeks van first- en third-person shooters, oorspronkelijk ontwikkeld door Pandemic Studios. In 2015 werd de computerspelserie opnieuw opgestart door EA Digital Illusions CE (EA DICE) en uitgegeven door Electronic Arts, als onderdeel van het EA Star Wars Project. De uitvoeringen van EA DICE draaien op dezelfde engine als de Battlefield-computerspelserie, die ook door EA DICE wordt ontwikkeld.

## Spellen
| Release          | Titel                                    | Speelbare tijdperken | Speelbare tijdperken | Speelbare tijdperken | Platform(en)                                        |
| ---------------- | ---------------------------------------- | -------------------- | -------------------- | -------------------- | --------------------------------------------------- |
| Release          | Titel                                    | Prequel              | Origineel            | Sequel               | Platform(en)                                        |
| Pandemic Studios |                                          |                      |                      |                      |                                                     |
| 2004             | Star Wars: Battlefront                   | N                    | N                    | n.v.t.               | PlayStation 2, Xbox, Windows, MacOS & mobile        |
| 2005             | Star Wars: Battlefront II                | N                    | N                    | n.v.t.               | PlayStation 2, Xbox, Windows & PlayStation Portable |
| 2007             | Star Wars Battlefront: Renegade Squadron | N                    | N                    | n.v.t.               | PlayStation Portable                                |
| 2008             | Star Wars Battlefront: Elite Squadron    | N                    | N                    | n.v.t.               | PlayStation Portable & Nintendo DS                  |
| 2009             | Star Wars Battlefront: Mobile Squadrons  | N                    | N                    | n.v.t.               | Mobile                                              |
| EA DICE          |                                          |                      |                      |                      |                                                     |
| 2015             | Star Wars Battlefront                    | N                    | N                    | N                    | PlayStation 4, Xbox One & Windows                   |
| 2017             | Star Wars Battlefront II                 | N                    | N                    | N                    | PlayStation 4, Xbox One & Windows                   |